# Toy Soldiers Parachute Drop
Toy Soldiers Parachute Drop est une Paratower, une attraction de type tour parachute située dans
- la zone Toy Story Playland du parc Walt Disney Studios, ouverture officielle au public le 17 août 2010[1].
- la zone Toy Story Land du parc Hong Kong Disneyland, ouverture au public le 17 novembre 2011.

## Les attractions

### Walt Disney Studios
- Nom francophone : Toy Story Mission Parachute
- Ouverture : 17 août 2010 avec Toy Story Playland
- Capacité : 535 personnes par heure
- Durée : 1 min 30
- Hauteur maximale : 27 mètres
- Taille minimum : 81 cm
- Constructeur : Intamin
- Situation : 48° 52′ 02″ N, 2° 46′ 38″ E

La file d'attente est décorée sur les hangars de munitions des soldats verts. Tous les éléments de décor de cette file sont verts et à taille humaine pour créer une immersion réaliste dans le monde des jouets. Avant de monter dans le parachute, des caisses sont à disposition pour y déposer les effets personnels risquant d'être abîmés, cassés, perdus…
Une fois à l'intérieur du parachute, vous êtes sous les commandements d'un soldat qui vous "prévient" avant chaque chute. Les parachutes s'arrêtent à environ 2 mètres du sol et ne redescendent jusqu'en bas qu'une fois le tour terminé. Chaque tour comprend 4 chutes dont la première se déroule avec un arrêt intermédiaire.

### Hong Kong Disneyland
- Ouverture : 17 novembre 2011 avec Toy Story Land
- Constructeur : Intamin
- Situation : 22° 18′ 37″ N, 114° 02′ 21″ E